# Kyōhei Maeyama
Kyōhei Maeyama (japanisch 前山 恭平 Maeyama Kyōhei; * 10. Dezember 1987 in Imari, Präfektur Saga) ist ein japanischer Fußballspieler.

## Karriere
Maeyama erlernte das Fußballspielen in der Schulmannschaft der Saga Kita High School und der Universitätsmannschaft der Fukuoka-Universität. Seinen ersten Vertrag unterschrieb er 2010 bei Blaublitz Akita. Der Verein spielte in der dritthöchsten Liga des Landes, der Japan Football League. Am Ende der Saison 2013 stieg der Verein in die J3 League auf. Mit Blaublitz feierte er 2020 die Meisterschaft der dritten Liga und den Aufstieg in die zweite Liga.

## Erfolge
Blaublitz Akita
- J3 League: 2017,  2020  ▲